# Blaugrüner Walzenhalsbock
Der Blaugrüne Walzenhalsbock (Phytoecia caerulea) ist ein Käfer aus der Familie der Bockkäfer (Cerambycidae) und der Unterfamilie Lamiinae. Der wissenschaftliche Name kann mit Phytoecia coerulescens verwechselt werden.

## Beschreibung
Die Käfer werden 8 bis 12 Millimeter lang. Sie sind metallisch grün bis blau oder blauviolett, bei einer südöstlichen Variante trägt der quadratische Halsschild zentral einen roten Fleck. Der Kopf und der Halsschild sind abstehend, die Flügeldecken anliegend behaart. Die Behaarung ist hell und überdeckt die Körperfarbe nicht. 

## Vorkommen
Sie kommen auf Trockenrasen und auf Wegrändern gebietsweise häufig vor.

## Lebensweise
Die Larven entwickeln sich in Stängeln von Kreuzblütlern.